# Chambre de commerce et d'industrie du pays de Brive

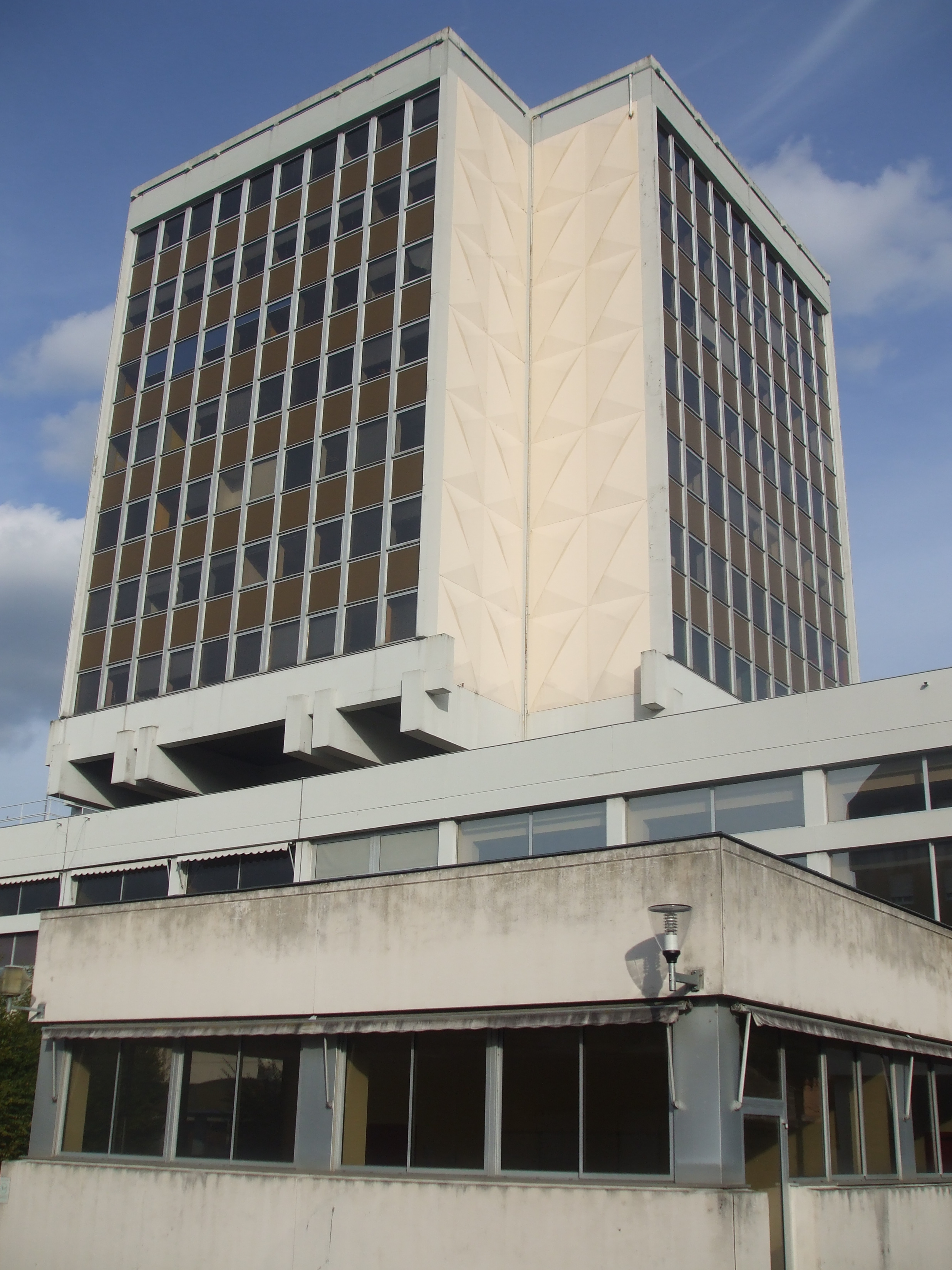
Le siège de la chambre à Brive-la-Gaillarde en octobre 2010.

La Chambre de commerce et d'industrie du pays de Brive est — jusqu'en 2010 où elle fusionne avec la chambre de commerce et d'industrie de Tulle et Ussel pour former la chambre de commerce et d'industrie de la Corrèze — l'une des deux chambres de commerce et d'industrie (CCI) du département de la Corrèze au sein de la Chambre régionale de commerce et d'industrie du Limousin. Son siège est à Brive-la-Gaillarde au 10, avenue du Maréchal-Leclerc.
Comme toutes les CCI, elle est — pour l'arrondissement de Brive — un organisme chargé de représenter les intérêts des entreprises commerciales, industrielles ; elle est placée sous la tutelle du préfet du département représentant le ministère de l'Économie et des Finances.

## Missions
Comme toutes les CCI, la CCI du pays de Brive offre des services aux entreprises, gère des équipements et des centres de formation.

### Service aux entreprises
La CCI offre les services suivants :un centre de formalités des entreprises, une assistance technique au commerce, une assistance technique à l'industrie, une assistance technique aux entreprises de service, un point A (apprentissage) et un appui à la création, reprise, transmission-cession d'entreprises (Transcommerce et Transmission PME PMI en Corrèze).[réf. nécessaire]

### Gestion d'équipements
La CCI gère l'espace Congrès de Brive-la-Gaillarde.[réf. nécessaire]

### Centres de formation
La CCI gère plusieurs centres de formation : une école de gestion et de commerce, un institut des forces de vente, une formation pour les cadres commerciaux pour l'exportation et en commun avec la chambre de commerce et d'industrie de Tulle et Ussel : un centre de formation continue et un centre d'études de langue.[réf. nécessaire]

## Historique
Le décret no 2009-1385 du 11 novembre 2009 précise la fusion la fusion de cette chambre avec la chambre de commerce et d'industrie de Tulle et Ussel pour former en 2010 la chambre de commerce et d'industrie de la Corrèze.

## Pour approfondir